# Herbert James Willing
Herbert James Willing (Rotterdam, 16 augustus 1878 – aldaar, 15 september 1943) was een Nederlands voetbalscheidsrechter.
Willing was werkzaam als kantoorbediende en was mede-vennoot van de firma James Willing & Zn. Op de Olympische Zomerspelen in 1912 floot hij vier wedstrijden.

## Interlands
| Datum             | Plaats                 | Wedstrijd              | Uitslag | Competitie                  | Kreeg geel | Kreeg voor de tweede keer geel en dus rood | Weggestuurd |
| ----------------- | ---------------------- | ---------------------- | ------- | --------------------------- | ---------- | ------------------------------------------ | ----------- |
| 13 mei 1906       | Rotterdam, Nederland   | Nederland – België     | 2 – 3   | Rotterdams Nieuwsblad Beker | 0          | 0                                          | 0           |
| 21 april 1907     | Brussel, België        | België – Frankrijk     | 1 – 2   | Vriendschappelijk           | 0          | 0                                          | 0           |
| 15 mei 1910       | Duisburg, Duitsland    | Duitsland – België     | 0 – 3   | Vriendschappelijk           | 0          | 0                                          | 0           |
| 14 april 1911     | Berlijn, Duitsland     | Duitsland – Engeland   | 2 – 2   | Vriendschappelijk           | 0          | 0                                          | 0           |
| 10 september 1911 | Dresden, Duitsland     | Duitsland – Oostenrijk | 1 – 2   | Vriendschappelijk           | 0          | 0                                          | 0           |
| 29 oktober 1911   | Hamburg, Duitsland     | Duitsland – Zweden     | 1 – 3   | Vriendschappelijk           | 0          | 0                                          | 0           |
| 29 juni 1912      | Solna, Zweden          | Oostenrijk – Duitsland | 5 – 1   | Eindronde OS 1912           | 0          | 0                                          | 0           |
| 1 juli 1912       | Solna, Zweden          | Zweden – Italië        | 0 – 1   | Eindronde OS 1912           | 0          | 0                                          | 0           |
| 3 juli 1912       | Stockholm, Zweden      | Oostenrijk – Italië    | 5 – 1   | Eindronde OS 1912           | 0          | 0                                          | 0           |
| 5 juli 1912       | Solna, Zweden          | Oostenrijk – Hongarije | 0 – 3   | Eindronde OS 1912           | 0          | 0                                          | 0           |
| 6 oktober 1912    | Kopenhagen, Denemarken | Denemarken – Duitsland | 3 – 1   | Vriendschappelijk           | 0          | 0                                          | 0           |
| 12 januari 1913   | Saint-Ouen, Frankrijk  | Frankrijk – Italië     | 1 – 0   | Vriendschappelijk           | 0          | 0                                          | 0           |
| 21 maart 1913     | Berlijn, Duitsland     | Duitsland – Engeland   | 0 – 3   | Vriendschappelijk           | 0          | 0                                          | 0           |
| 26 oktober 1913   | Hamburg, Duitsland     | Duitsland – Denemarken | 1 – 4   | Vriendschappelijk           | 0          | 0                                          | 0           |
| 5 juni 1914       | Kopenhagen, Denemarken | Denemarken – Engeland  | 3 – 0   | Vriendschappelijk           | 0          | 0                                          | 0           |

Bijgewerkt t/m 28 januari 2014